# Solomon Asch
Solomon Asch (Varsovia, Polonia, 14 de septiembre de 1907-Haverford, Pensilvania, 20 de febrero de 1996) fue un psicólogo polacoestadounidense, mundialmente conocido y prestigioso debido a sus trabajos pioneros en psicología social. Asch es más conocido por sus experimentos de conformidad, en los que demostró la influencia de la presión del grupo en las opiniones. Una encuesta de Review of General Psychology, publicada en 2002, clasificó a Asch como el 41.er psicólogo más citado del siglo XX.

## Biografía
De familia judía, emigró de Polonia a los Estados Unidos en 1920. Recibió su grado de bachiller en el College of the City of New York en 1928. Luego, en la Universidad de Columbia, recibió su grado de maestría y de doctor, en 1930 y 1932, respectivamente. Fue profesor de psicología en el Swarthmore College durante 19 años, donde trabajó con destacados psicólogos, incluyendo a Wolfgang Köhler
Se volvió famoso en la década de 1950 debido a los experimentos que condujo sobre la conformidad, donde se demostró que la presión social sobre las personas puede inducirlas voluntariamente al error.
El referido experimento sobre conformidad fue uno en el cual a los participantes se les mostraba una tarjeta con una línea impresa en ella, seguidamente se les mostraba otra tarjeta en la cual aparecían tres líneas impresas, cada una con una etiqueta diferente (a, b, y c). Se solicitó a cada participante en el experimento que indicara cuál de las líneas etiquetadas coincidía con la línea mostrada en la primera tarjeta. Al principio, el participante se sentía muy confiado, en la medida que daba respuestas correctas junto a los otros participantes. Pero luego, los otros "participantes", ubicados en frente del sujeto, empezarían a dar en conjunto una respuesta errónea. Solomon Asch pensaba que la mayoría de las personas no se conformaría con algo obviamente erróneo, pero los resultados mostraron que un alto número de participantes dieron la respuesta incorrecta.
Fue el inspirador del controvertido psicólogo Stanley Milgram, a quien dirigió en su tesis doctoral en la Universidad de Harvard. También cooperó con Herman Witkin e inspiró muchas ideas de la Teoría del Estilo cognitivo.

## Contribuciones
- Efecto Halo
- Efecto de Primacía
- Experimentos sobre conformidad de Asch

## Algunas publicaciones
- 1932. An experimental study of variability in learning. New York, disertación
- 1955. Opinions and social pressure. Scientific American, 193 (5): 31–35
- 1956. Studies of independence and conformity: I. A minority of one against a unanimous majority. Psychological Monographs, 70 (9): 1–70